# Río Secure
El río Secure (también, Sécure o Securé) es un río amazónico boliviano, afluente del río Isiboro, que forma parte del curso alto del río Mamoré. El río discurre íntegramente por el departamento del Beni y es uno de los ríos principales del Territorio indígena y parque nacional Isiboro-Secure.

## Geografía
El río Secure nace de la confluencia del río Nutusama y el río Cascarrillas, a una altura de 310 m (15°50′23″S 66°29′9″O / -15.83972, -66.48583), que aguas arriba provienen de la cordillera de Mosetenes y la serranía de Eva Eva, entre los 900 y 2.000 m. Recorre, en sentido noreste, un total de 497 km hasta su desembocadura en el río Isiboro, que luego desagua en el río Mamoré (15°13′33″S 64°56′1″O / -15.22583, -64.93361). Recibe muchos afluentes, siendo los principales,  el río Iruplumo, Ibusama, Lubusama, el río Plantota, Tayota e Ipensama. 
El corto tramo entre la confluencia de los ríos Isiboro y Secure y su desembocadura en el río Mamoré, dependiendo de las fuentes, se atribuye unas veces al río Secure y otras al río Isiboro. 